# باحنجور (عمد)

تعديل مصدري - تعديل

باحنجور هي إحدى قرى  بمديرية عمد التابعة لمحافظة حضرموت، بلغ تعداد سكانها 25 نسمة حسب تعداد اليمن لعام 2004.